# Симонов, Юрий Иванович
Ю́рий Ива́нович Си́монов (род. 4 марта 1941, Саратов, РСФСР, СССР) — советский и российский дирижёр, педагог, профессор. Народный артист СССР (1981). Лауреат премии Ленинского комсомола (1977). Художественный руководитель и главный дирижёр Академического симфонического оркестра Московской филармонии.

## Биография
Родился 4 марта 1941 года в Саратове в семье оперных певцов и уже в детстве проявлял интерес к дирижированию.
Обучался в музыкальной школе по классу скрипки, в двенадцать лет впервые встал за пульт школьного оркестра, продирижировав Сороковой симфонией В. А. Моцарта. В 1956 году переехал в Ленинград, где поступил в Среднюю специальную музыкальную школу при Ленинградской консерватории им. Н. А. Римского-Корсакова, а по её окончании — в саму консерваторию в классы альта Ю. М. Крамарова (окончил в 1965) и оперно-симфонического дирижирования — Н. С. Рабиновича (1968).
С 1958 года — дирижёр-педагог оркестровых классов в музыкальных школах и училищах Ленинграда, в 1962—1969 — главный дирижёр симфонического оркестра Народной филармонии при Выборгском дворце культуры.
В 1967—1969 годах руководил оркестром Кисловодской филармонии. После победы на международном конкурсе дирижёров Академии «Санта-Чечилия» в Риме был приглашён работать с Ленинградским филармоническим оркестром (под руководством Е. А. Мравинского), но проработал там лишь около года.
В 1969 году дебютировал в Большом театре постановкой оперы «Аида» Дж. Верди, а уже через год получил место главного дирижёра этого театра, которое занимал до 1985 года.
Под его управлением состоялась премьера балета Р. К. Щедрина «Анна Каренина» (1972) и первая после долгого перерыва постановка балета Д. Д. Шостаковича «Золотой век» (1982, в постановке Ю. Н. Григоровича), а также других произведений.
Гастролировал за границей — в Европе, Японии и США — как с оперной и балетной труппой (руководил постановкой оперы С. С. Прокофьева «Война и мир» в Метрополитен-Опера в 1975 году), так и с Камерным оркестром Большого театра, основанным им в 1979. В том же году по его инициативе в репертуаре Большого театра впервые после длительного перерыва появились оперы Р. Вагнера (в частности, «Золото Рейна»). В 1982 дебютировал в Лондоне с оперой П. И. Чайковского «Евгений Онегин» в театре «Ковент-Гарден», а четыре года спустя там же дирижировал «Травиатой» Дж. Верди. За ней последовали «Аида» Дж. Верди в Бирмингеме, «Дон Карлос» Дж. Верди в Лос-Анджелесе и Гамбурге, «Сила судьбы» Дж. Верди в Марселе, «Так поступают все женщины» В. А. Моцарта в Генуе, «Саломея» Р. Штрауса во Флоренции, «Евгений Онегин» П. И. Чайковского в Далласе, «Пиковой дамы» П. И. Чайковского в Будапеште и Праге.
Уйдя с поста главного дирижёра Большого театра, несколько лет руководил созданным им Малым государственным симфоническим оркестром СССР (1985—1989). В 1989 году в результате конфликта с оркестром оставил его.
После распада СССР продолжил активно работать в России и за границей, выступая с ведущими мировыми оркестрами и оперными театрами: в 1991 году стал главным приглашённым дирижёром Филармонического оркестра Буэнос-Айреса (Аргентина), в 1991 дирижировал «Хованщиной» М. П. Мусоргского в Опере Сан-Франциско (США), в 1993 руководил постановкой «Пиковой дамы» П. И. Чайковского в Парижской опере, с 1994 по 2002 занимал пост музыкального руководителя Национального оркестра Бельгии, а в 1995—1998 в Будапештской опере дирижировал «Кольцом Нибелунга» Р. Вагнера.
С 1998 года руководит Академическим симфоническим оркестром Московской государственной филармонии.
В репертуаре дирижёра — русские и зарубежные классические сочинения, а также музыка советских композиторов XX века. За годы его работы с коллективом сыграно более двухсот программ в Москве, состоялись многочисленные гастроли по России, США, Великобритании, Германии, Испании, Китаю, Южной Корее, Японии и другим странам.
С 1978 по 1991 годы преподавал в Московской консерватории им. П. И. Чайковского (с 1985 — профессор). С 2006 года преподает в Санкт-Петербургской консерватории. Проводит мастер-классы в России и за рубежом: в Лондоне, Тель-Авиве, Алма-Ате, Риге.
С 1994 по 2008 год проводил летние международные мастер-курсы (Будапешт и Мишкольц), которые посетило более 100 молодых дирижёров из 30 стран мира.
В 2001 году основал Liszt-Wagner оркестр в Будапеште. В 2008 году возглавлял Молодёжный симфонический оркестр СНГ.
В 2009 году принял участие в V ежегодном международном фестивале «Crescendo» с Академическим симфоническим оркестром Московской государственной филармонии.
Участвовал в работе жюри дирижёрских конкурсов во Флоренции, Токио, Будапеште. В 2011 и 2015 годах возглавлял жюри по специальности «оперно-симфоническое дирижирование» на Первом и Втором Всероссийских музыкальных конкурсах в Москве.
Дискография дирижёра представлена записями на фирмах «Мелодия», EMI, Collins Classics, Cypres, Hungaroton, Le Chant du Mondе, Pannon Classic, Sonora, Tring International, а также видеофильмами его спектаклей в Большом театре (американская фирма Кultur).
Член КПСС с 1973 года.

## Ученики
Сорокин Павел, Димитрис Ботинис, Верховен Алексей, Венгеров Максим

## Награды и звания
- II Всесоюзный конкурс дирижёров (1966, 6-я премия)
- IV Международный конкурс оркестровых дирижёров Национальной академии Санта-Чечилия в Риме (1968, 1-я премия)
- Заслуженный артист РСФСР (1971)
- Народный артист РСФСР (1976)
- Народный артист СССР (1981)
- Премия Ленинского комсомола (1977) — за большой вклад в развитие советского оперного искусства
- Орден «За заслуги перед Отечеством» III степени (2017)
- Орден «За заслуги перед Отечеством» IV степени (2011)
- Орден Почёта (2001)
- Офицер ордена Заслуг (Венгрия)
- Командор ордена «За заслуги перед культурой»[рум.] в категории B «Музыка» (2003, Румыния)[6]
- Нагрудный знак «За заслуги перед польской культурой»
- Премия города Москвы в области литературы и искусства (2008)
- «Дирижёр года» по рейтингу газеты «Музыкальное обозрение» (сезон 2005—2006)
- «Дирижёр и оркестр» по рейтингу газеты «Музыкальное обозрение» (2010)

## Участие в постановках Большого театра
Оперы
- 20.02.1971 — Н. Римский-Корсаков «Псковитянка»
- 22.06.1972 — М. Глинка «Руслан и Людмила»
- 22.05.1976 — Н. Римский-Корсаков «Садко» (возобновление постановки 1949 года)
- 03.03.1978 — В. А. Моцарт «Так поступают все»
- 27.02.1979 — Р. Вагнер «Золото Рейна»
- 22.04.1979 — Э. Лазарев «Революцией призванный» («Лениниана»)
- 25.12.1981 — Ж. Бизе «Кармен»
- 29.04.1985 — С. Прокофьев «Семён Котко» (возобновление постановки 1970 года)

Балеты
- 10.06.1972 — Р. Щедрин «Анна Каренина»
- 13.06.1973 — Г. Малер «Гибель розы»
- 26.03.1981 — Б. Барток «Деревянный принц»
- 25.06.1982 — И. Ставинский «Жар-птица»
- 25.06.1982 — И. Стравинский «Петрушка»
- 04.11.1982 — Д. Шостакович «Золотой век»